# Songs from a Blackbird
Songs from a Blackbird è un album in studio della cantante norvegese Marion Raven, pubblicato nel 2013.

## Tracce
1. Start Over – 5:20
2. Driving – 3:29
3. The Minute – 4:02
4. Home (featuring Lisa Miskovsky) – 3:34
5. On Fire – 3:18
6. Never Leave Me – 4:09
7. You and I – 3:36
8. Don't You – 3:26
9. Prove Me Wrong – 3:43
10. Rest Your Head (featuring Thom Hell) – 3:35
11. Safe and Sound – 3:47